# Charles Jude
Charles Jude (Mỹ Tho, 25 luglio 1953) è un ex ballerino, direttore artistico e coreografo francese.

## Biografia
Charles Jude è nato a Mỹ Tho prima della dissoluzione dell'Indocina francese; è fratello della pianista Marie-Josèphe Jude.
Ha studiato danza al Conservatoire à rayonnement régional de Nice e nel 1972 si è unito al corps de ballet del balletto dell'Opéra di Parigi, di cui cinque anni più tardi è stato proclamato danseur étoile. Nei suoi vent'anni anni come primo ballerino della compagnia ha danzato ruoli da protagonista in balletti coreografati da Vaclav Fomič Nižinskij, Serge Lifar. Antony Tudor, Jerome Robbins e George Balanchine. Inoltre ha danzato nei cast originali di diverse coreografie di Rudol'f Nureev, tra cui quelle di Rajmonda (1983), Washington Square (1985) e Cenerentola (1986). A partire dagli anni ottanta ha danzato spesso nelle tournée di Nureev e nelle serate di gala note come "Nureyev and Friends". Inoltre ha ballato come étoile ospite di compagnie di alto profilo, tra cui il Royal Ballet e il Corpo di Ballo del Teatro alla Scala, con cui ha danzato nel 1990 in occasione del debutto scaligero de Il lago dei cigni di Nureev, che interpretava il ruolo di Rothbart.
Nel 1996 è stato nominato direttore artistico del balletto del Grand Théâtre de Bordeaux, una posizione che ha mantenuto per ventun anni fino al 2017. Nei suoi primi anni come direttore artistico ha continuato a danzare i suoi ruoli più noti e, in particolare, quelli di Romeo in Romeo e Giulietta e del fauno ne Il pomeriggio di un fauno. A Bordeaux ha lavorato anche come coreografo e nel 1997 il teatro ha ospitato la prima del suo allestimento de Lo schiaccianoci.